# Josef Markwart

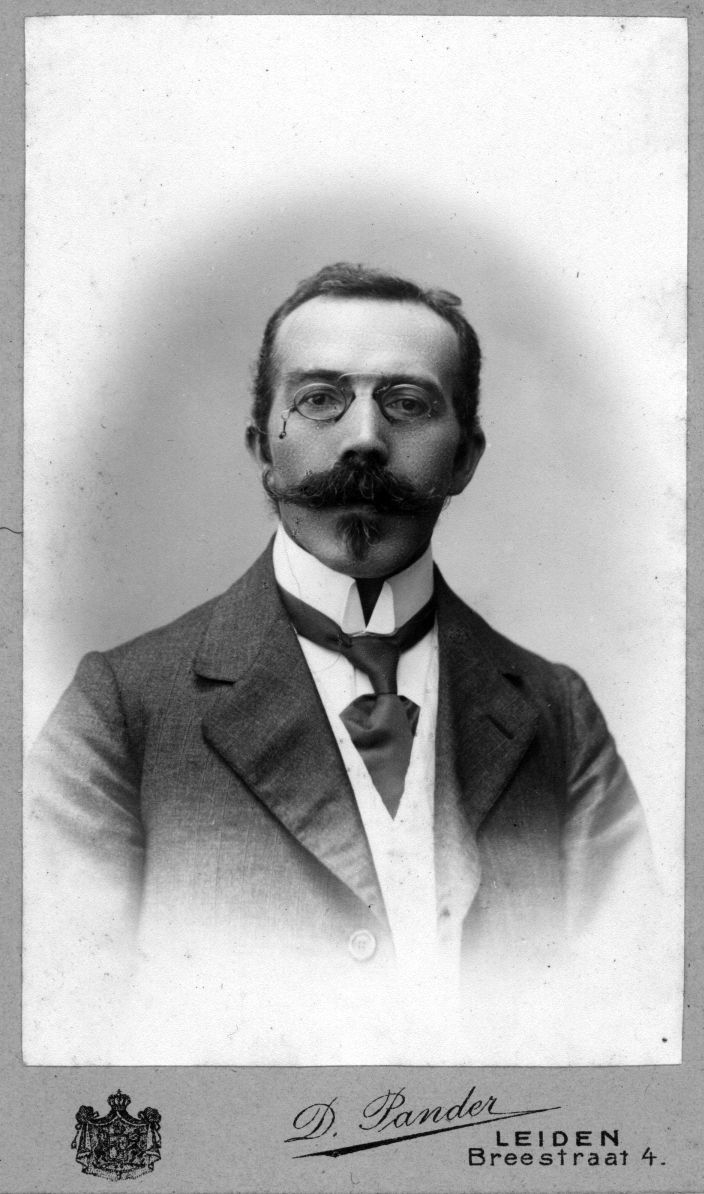
Porträtfoto Josef Marquarts aus seiner Zeit in Leiden (1900–1910)

Josef Markwart (bis 1922 Josef Marquart; * 9. Dezember 1864 in Reichenbach am Heuberg; † 4. Februar 1930 in Berlin) war ein deutscher Historiker und Orientalist, der zunächst (1910–1912) an der Universität Leiden und dann vor allem (1912–1930) an der Universität Berlin arbeitete.

## Leben
Josef Marquart war Sohn des Bauern Anton Marquart (1834–1909) und dessen Frau Maria Magdalena, geborene Gaukel (1845–1917). Er stammte aus Reichenbach am Heuberg, einem kleinen Dorf auf der Hochfläche des Großen Heubergs, das zu dieser Zeit zum Oberamt Spaichingen gehörte. Seine gymnasiale Schulausbildung absolvierte er in Rottenburg am Neckar und in Rottweil. Nach dem Schulabschluss ging er an die Universität Tübingen, wo er zunächst Theologie studierte, dann aber zunehmend die Fächer Geschichte, Klassische Philologie und Orientalistik besuchte. Zu seinen wichtigsten Lehrern dort gehörten Albert Socin und Paul Vetter. Später wechselte er an die Universität Bonn, wo er den dortigen Professor Eugen Prym bei der Herausgabe von at-Tabarīs Geschichtswerk unterstützte. Das Studium schloss er 1892 wieder an der Universität Tübingen mit der Promotion im Fach Alte Geschichte ab. In den Jahren 1896/1897 absolvierte er ein Volontariat an der Universitätsbibliothek Tübingen; 1897 habilitierte er sich, wiederum im Fach Alte Geschichte, an der Universität Tübingen.
Im Jahr 1900 ging Marquart an das Völkerkundemuseum in Leiden, wo er zunächst als Assistent, später als Konservator angestellt war. An der Universität Leiden habilitierte er sich 1902 erneut, nun für das Fach „Sprachen des christlichen Orients“. Erst 1910 erhielt er jedoch eine universitäre Stelle als Assistent für mittelasiatische Sprachen in Leiden. 1912 ging er schließlich nach Berlin, wo er außerordentlicher Professor für iranische und armenische Philologie an der Friedrich-Wilhelms-Universität wurde. Im Jahr 1920 wurde er dort zum ordentlichen Professor berufen und blieb auf dieser Position bis zu seinem Tod durch einen Unfall 1930. Er wurde bei seiner Familie in Württemberg bestattet.
Josef Marquart heiratete 1901 in Bonn die 1870 geborene Emilie Sabina Schulten. Mit ihr hatte er eine Tochter, die im Januar 1910 in Leiden geboren wurde. Seine Frau starb bereits 1910. Marquart, der aus einem katholischen Haushalt stammte, blieb bis zu seinem Tod tiefgläubiger Christ.

## Forschungen
Josef Marquart widmete sich einer auch für die damalige Zeit ungewöhnlichen Breite an Themen. Dies gilt sowohl für die unterschiedlichen Regionen, Völker und Zeiten, die er erforschte, als auch für seine fachlichen Herangehensweisen, die sich vor allem auf die Fachbereiche Geschichte, Schriftkunde, Inschriftenkunde, Philologie, Sprachwissenschaft, Geographie, Ethnologie und Religionswissenschaft erstreckten. Dabei kamen ihm seine breiten Sprachkenntnisse zugute, durch die er eine Vielzahl an teilweise sehr unbekannten Quellen aus verschiedenen Kulturkreisen Osteuropas, Vorderasiens und Mittelasiens lesen und auswerten konnte. Überblickswerke oder Handbücher legte er nicht vor, sondern publizierte ausschließlich Detailuntersuchungen zu mehr oder minder speziellen Fragen, die zudem häufig durch zahlreiche Exkurse angereichert sind.

## Schriften
- Die Assyriaka des Ktesias. In: Philologus. Supplementband 6,2, 1892, S. 503–658 (Digitalisat).
- Fundamente israelitischer und jüdischer Geschichte. Dieterich, Göttingen 1896 (Digitalisat).
- Untersuchungen zur Geschichte von Eran. Heft 1. Dieterich, Göttingen 1896 (Neudruck zweier Beiträge aus der Zeitschrift Philologus; Digitalisate der ursprünglichen Veröffentlichungen: Teil 1, Teil 2).
- Die Chronologie der alttürkischen Inschriften. Dieterich’sche Verlags-Buchhandlung Theodor Weicher, Leipzig 1898 (Digitalisat).
- Chronologische Untersuchungen. Dieterich, Leipzig 1899 (Digitalisat).
- Ērānšahr nach der Geographie des Ps. Moses Xorenac’i. Mit historisch-kritischem Kommentar und historischen und topographischen Excursen (= Abhandlungen der Gesellschaft der Wissenschaften zu Göttingen, Philologisch-Historische Klasse. Neue Folge, Band 3,2). Weidmann, Berlin 1901 (Digitalisat).
- Osteuropäische und ostasiatische Streifzüge. Ethnologische und historisch-topographische Studien zur Geschichte des 9. und 10. Jahrhunderts (ca. 840-940). Dieterich, Leipzig 1903 (Digitalisat; Nachdruck: Olms, Hildesheim 1961).
- Untersuchungen zur Geschichte von Eran II. In: Philologus. Supplementband 10,1, 1905, S. 1–258 (Digitalisat).
- Die Benin-Sammlung des Reichsmuseums für Völkerkunde in Leiden. Beschrieben und mit ausführlichen Prolegomena zur Geschichte der Handelswege und Völkerbewegungen in Nordafrika (= Veröffentlichungen des Reichsmuseums für Völkerkunde in Leiden. Serie 2, Band 7). Brill, Leiden 1913.
- mit Willy Bang: Osttürkische Dialektstudien (= Abhandlungen der Gesellschaft der Wissenschaften zu Göttingen, Philologisch-Historische Klasse. Neue Folge, Band 13,1). Weidmann, Berlin 1914.
- Ueber den Ursprung des armenischen Alphabets in Verbindung mit der Biographie des heil. Maštʿocʿ (= Studien zur armenischen Geschichte). Mechitharisten-Buchdruckerei, Wien 1917 (Digitalisat).
- Die Entstehung und Wiederherstellung der armenischen Nation. Buchdruckerei Alb. Sayffaerth, Berlin 1919 (Digitalisat).
- Skizzen zur historischen Topographie und Geschichte von Kaukasien. Das Itinerar von Artaxata nach Armastica auf der römischen Weltkarte (= Studien zur armenischen Geschichte. Band 3). Mechitharisten-Buchdruckerei, Wien 1928.
- Südarmenien und die Tigrisquellen nach griechischen und arabischen Geographen (= Studien zur armenischen Geschichte. Band 4). Mechitharisten-Buchdruckerei, Wien 1930.
- Das erste Kapitel der Gāþā uštavti (Jasna 43). Nach dem Tod des Verfassers herausgegeben von Jos. Messina S. J. (= Orientalia. Band 50). Pontificio Istituto Biblico, Rom 1930.
- A catalogue of the provincial capitals of Ērānshahr (Pahlavi text, version and commentary) (= Analecta orientalia. Band 3). Pontificio Istituto Biblico, Rom 1931.
- Die Entstehung der armenischen Bistümer. Kritische Untersuchung der armenischen Überlieferung. In: Orientalia christiana. Band 27,2, 1932, S. 142–236.
- Wehrot und Arang. Untersuchungen zur mythischen und geschichtlichen Landeskunde von Ostiran. Herausgegeben von Hans Heinrich Schaeder. Brill, Leiden 1938.